# Bernâtre
Bernâtre (picardisch: Barnate) ist eine nordfranzösische Gemeinde mit 38 Einwohnern (Stand 1. Januar 2022) im Département Somme in der Region Hauts-de-France. Die Gemeinde liegt im Arrondissement Amiens und ist Teil der Communauté de communes du Territoire Nord Picardie und des Kantons Doullens.

## Geographie
Die Gemeinde liegt 21 Kilometer nordöstlich von Abbeville an der Grenze zum Département Pas-de-Calais. Niederschläge im Gemeindeareal entwässern über den Bach Fossé de Bernâtre zum Fluss Authie. Durch die Gemeinde verlief die abgebaute Eisenbahnstrecke von Doullens nach Abbeville (heute weitgehend als Wanderweg Voie Verte ausgebaut). Zu Bernâtre gehört die isoliert im Süden gelegene Kapelle Saint-Claude.

## Einwohner
| 1962 | 1968 | 1975 | 1982 | 1990 | 1999 | 2006 | 2011 |
| ---- | ---- | ---- | ---- | ---- | ---- | ---- | ---- |
| 78   | 73   | 58   | 45   | 46   | 47   | 49   | 33   |

## Verwaltung
Bürgermeister (maire) ist seit 2010 Paul Laloux.

## Sehenswürdigkeiten
- Festung aus dem 15. Jahrhundert mit erhaltenem Turm und Zugbrücke, 1998 als Monument historique eingetragen (Base Mérimée PA80000010)
- Kirche Nativité-de-la-Vierge aus dem 19. Jahrhundert mit einem hölzernen Altar von Ende des 16. Jahrhunderts, der Szenen aus dem Leben Christi darstellt
- Friedhofskapelle
- Kalvarienberg an der Kreuzung

Kirche Mariä Geburt
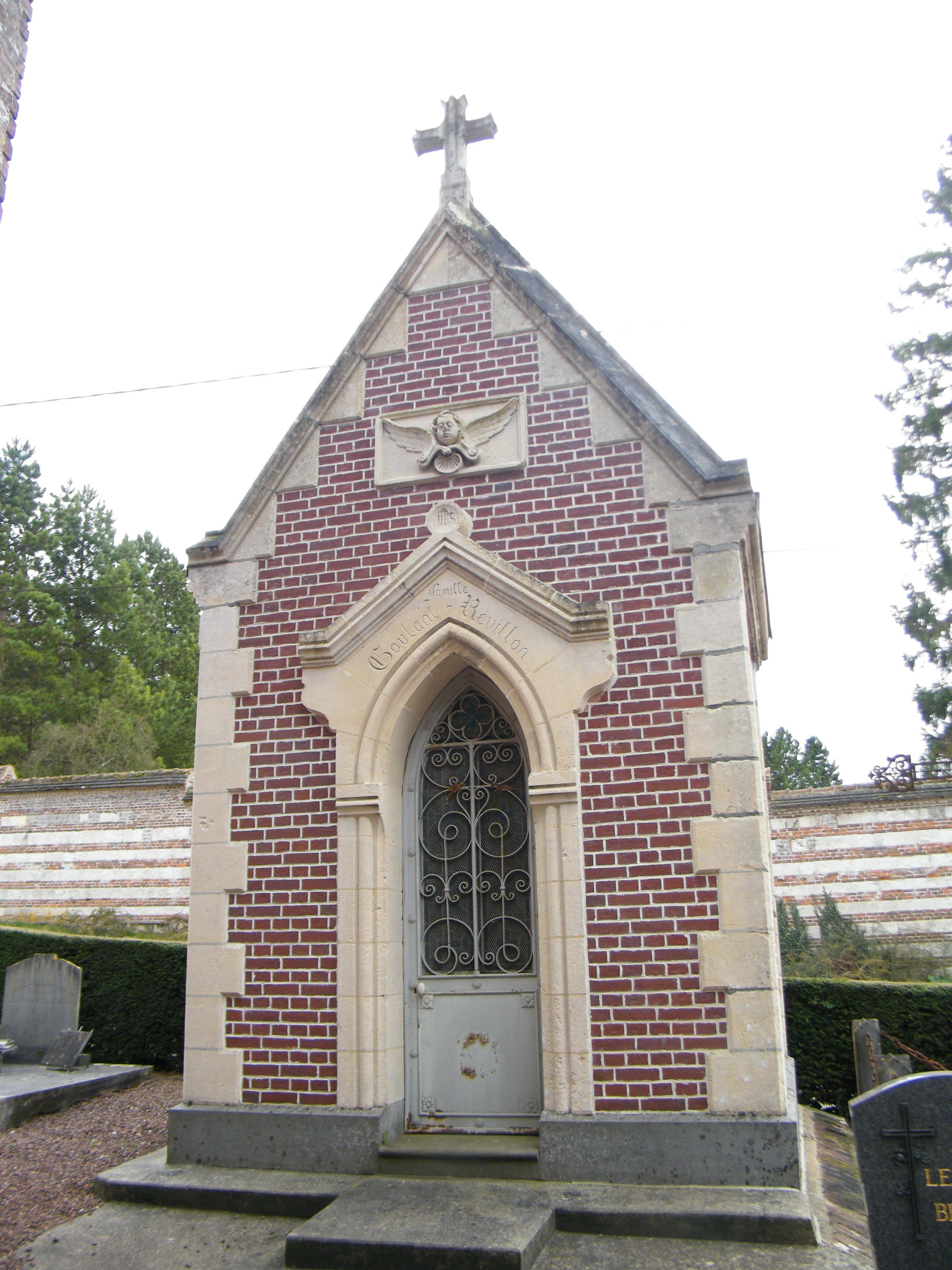
Friedhofskapelle